# Linea Kitakyu Namboku
La linea Namboku della ferrovia Kita-Osaka Kyuko (北大阪急行電鉄南北線?, Kita-Osaka Kyūkō dentetsu Nanboku-sen), nota come linea Namboku (南北線?, Nanboku-sen) è una linea ferroviaria che collega le stazioni di Minoh-kayano a Minō e Esaka, a Suita, fungendo da uno dei principali corridoi di collegamento della zona nord di Osaka. La linea è di fatto un prolungamento della linea Midōsuji della metropolitana di Osaka, e tutti i treni proseguono oltre Esaka sulla metropolitana. Su questa linea inoltre vige la tariffa minima più economica del Giappone: una fermata costa infatti solo 80 yen.

## Storia
La linea venne inaugurata il 24 febbraio 1970, per connettere il capolinea nord della linea Midōsuji, Esaka, con l'area dell'Expo 1970. La linea per l'Expo venne chiusa il 14 settembre, e il capolinea venne spostato nella stazione sotterranea di Senri-Chūō.
Inizialmente si voleva prolungare direttamente la linea Midōsuji, ma la città di Osaka non era in grado di sostenere finanziariamente l'operazione, in quanto la linea sarebbe uscita dal territorio comunale.

## Stazioni
| N°  | Stazione               | Giapponese     | Collegamenti                             | Posizione | Posizione           |
| --- | ---------------------- | -------------- | ---------------------------------------- | --------- | ------------------- |
| M06 | Minoh-kayano           | 箕面萱野       |                                          | Minō      | Prefettura di Ōsaka |
| M07 | Minoh-semba handai-mae | 箕面船場阪大前 |                                          | Minō      | Prefettura di Ōsaka |
| M08 | Senri-Chūō             | 千里中央       | Monorotaia di Ōsaka                      | Toyonaka  | Prefettura di Ōsaka |
| M09 | Momoyamadai            | 桃山台         |                                          | Suita     | Prefettura di Ōsaka |
| M10 | Ryokuchi-kōen          | 緑地公園       |                                          | Toyonaka  | Prefettura di Ōsaka |
| M11 | Esaka                  | 江坂           | Linea Midōsuji ( Metropolitana di Osaka) | Suita     | Prefettura di Ōsaka |

## Futuro
Il progetto della linea prevede un'estensione verso nord fino alla città di Minō, con le stazioni di Minō-Funaba e Shin-Minō, i cui nomi sono al momento provvisori. La costruzione del prolungamento di 2,5 km si è stimato che richiederà circa 42 miliardi di yen. A causa delle difficoltà economiche, tuttavia i lavori non sono ancora partiti, ma si spera di completare la linea entro il 2018.